# 霍恩坦
霍恩坦是德国巴伐利亚州的一个市镇。总面积68.33平方公里，总人口3853人，其中男性2000人，女性1853人（2011年12月31日），人口密度56人/平方公里。